# Kîrpîcine, Bahmaci
Kîrpîcine (în ucraineană Кирпичне) este un sat în comuna Tînîțea din raionul Bahmaci, regiunea Cernihiv, Ucraina.

## Demografie
Componența lingvistică a localității Kîrpîcine
     Ucraineană (100%)
Conform recensământului din 2001, toată populația localității Kîrpîcine era vorbitoare de ucraineană (100%).